# منتخب إسبانيا تحت 17 سنة لكرة القدم للسيدات
منتخب إسبانيا تحت 17 سنة للسيدات لكرة القدم (بالإسبانية: Selección femenina de fútbol sub-17 de España)‏ هو ممثل إسبانيا الرسمي في المنافسات الدولية في كرة القدم في فئة كرة قدم تحت 17 سنة للسيدات، يديريه الاتحاد الملكي الإسباني لكرة القدم.